# Фрискин, Джеймс
Джеймс Фрискин (англ. James Friskin; 3 марта 1886, Глазго — 16 марта 1967, Нью-Йорк) — американский пианист, композитор и музыкальный педагог шотландского происхождения. Муж альтистки и композитора Ребекки Кларк.
Окончил лондонский Королевский колледж музыки у Эдварда Даннройтера (фортепиано) и Чарлза Вильерса Стенфорда (композиция). В 1909—1914 гг. преподавал в Великобритании, а затем переехал в США, где был в числе первого состава педагогов Института музыкального искусства, позднее преобразованного в Джульярдскую школу; преподавателем Джульярдской школы Фрискин оставался до конца своих дней.
Имя Фрискина теснее всего связано с творчеством Иоганна Себастьяна Баха: он подготовил ряд изданий баховской музыки, особенно удобных для целей музыкальной педагогики, и был видным исполнителем произведений Баха для клавира соло, осуществив уже в 1950-е гг. значительное количество записей; по мнению современного критика, интерпретации Фрискина укоренены в традиции XIX века, однако отличаются безупречным вкусом и музыкальностью.
Композиторское наследие Фрискина относится, преимущественно, к раннему периоду его жизни и включает фортепианный концерт, фантазии для струнного квартета, фортепианного квинтета и фортепианного трио, сонаты, увертюры, песни. Фрискин опубликовал учебник «Основы фортепианных упражнений» (англ. The principles of Pianoforte Practice; Лондон, 1921, 2-е изд. Нью-Йорк, 1937). Наиболее известно, однако, написанное Фрискином вместе со своим учеником Ирвином Фрейндлихом учебное пособие по истории клавирной музыки за три с половиной столетия «Музыка для фортепиано» (англ. Music for the Piano: A Handbook of Concert and Teaching Material from 1580 to 1952; 1954), выдержавшее ряд переизданий.